# Eulocastra sudanensis
Eulocastra sudanensis is een vlinder uit de familie spinneruilen (Erebidae). De wetenschappelijke naam is voor het eerst geldig gepubliceerd in 1917 door Rebel.
De soort komt voor in tropisch Afrika.